# Sefronia (álbum)
Sefronia es  el octavo álbum del cantautor Tim Buckley, lanzado en mayo de 1973 a través de DiscReet Records.

## Promoción
«Quicksand» fue publicado en noviembre de 1973 como el sencillo principal del álbum.
La canción de apertura, «Dolphins», se lanzó en enero de 1974 como el segundo y último sencillo de Sefronia. La revista Record World elogió “el buen trabajo de producción de Denny Randell” que “ayuda a la siempre bonita voz de Tim”, mientras que Cash Box describió «Dolphins» como una “[canción] pop rockera sensible, casi de blues y relajada que seguramente abrirá una audiencia completamente nueva para Tim. La fuerte interpretación vocal es tan buena como la orquestación de acompañamiento y transmite letras intensas como sólo Buckley puede hacerlo cuando se trata de este tipo de material”.

## Diseño de portada
La fotografía de la portada de Sefronia, que muestra a Tim Buckley con una expresión sardónica, fue tomada por el fotógrafo estadounidense Ed Caraeff. Caraeff, quien también tomó la fotografía de portada de los álbumes Happy Sad y Lorca de Buckley, dijo: “Me gustaba la música de Tim Buckley antes de que me llamaran para fotografiarlo. Sus espectáculos en el Troubadour siempre fueron un éxito”.

## Recepción de la crítica
Un escritor no especificado de la revista Cash Box escribió:  “Tim ha vuelto a la escena y este nuevo LP debería traer mucha felicidad a los hogares de todos los amantes de la música y los amantes de Buckley en todo el mundo. Si bien hace justicia a «Dolphins» de Fred Neil y «Martha» de Tom Waits, Tim parece haber guardado algo extra para sus propias composiciones, específicamente la conmovedora «Honey Man», «Quicksand» y las canciones que dan nombre al álbum gemelas. Su inimitable estilo vocal añade una dimensión completamente nueva y conmovedora al éxito de los años 1960 «Sally Go Round the Roses», combinándose bien con la sección rítmica más poderosa proporcionada por Buddy Helm y Mark Tiernan. Un trabajo espléndido de un gran caballero”. Un escritor no especificado de la revista Record World comentó: “Los estilos vocales ricamente sensuales de Buckley se adaptan bien al buen material de su nuevo álbum. «Dolphins» de Fred Neil se lee bien, al igual que la inquietante «Martha» de Tom Waits, y Tim también interpreta temas ligeramente rockeros como “Because of You” y la canción que da nombre al álbum en dos partes, coescrita por Buckley y Larry Beckett”.
En su reseña inicial del álbum, Noel Coppage de Stereo Review escribió: “Tim Buckley es uno de nuestros cantantes más talentosos, pero su gusto es extraño y su composición y selección de canciones siguen dañando sus álbumes. Por alguna razón, sigue haciendo cosas como, en orden de aburrimiento progresivo, «Honey Man», «Stone in Love» y «Quicksand»—canciones que no tienen nada que decir más allá de ‘Hey, Babe, c'mere’ y no hay melodía para decir ni siquiera eso. Buckley, que tiene inclinaciones jazzísticas (a veces plasmadas provocativamente en sus propias composiciones como «Lorca» o «Sefronia» en dos partes de este álbum), puede haber llegado a la conclusión de que es necesario cierto tipo de rebajamiento para conquistar al público del rock. De todos modos, considere el contraste cuando aparece inexplicablemente una buena canción: aunque su voz en «Dolphins» de Fred Neil es un poco amanerada, sigue siendo francamente electrizante. Esto es lo que ustedes llaman interpretación, amigos, y esta es una canción que tiene algo que vale la pena interpretar. Buckley toca la nota baja ‘sorpresa’ que la mayoría de los cantantes implican (con la ayuda del bajista) en el coro, y luego, sin forzarlo, lo sube a una tercera octava para darle un poco de variedad la tercera vez. Tiene un alcance increíble, que supongo que es el objetivo del festival de sobregrabaciones al estilo Nilsson en «Peanut Man»”.

### Revisiones retrospectivas
En su reseña en retrospectiva para AllMusic, Richie Unterberger escribió: “Su voz no es tan deslumbrante como suele ser en su penúltimo álbum, pero el mayor problema es el material, que suele ser forzado y vulgar”. Trouser Press escribió que “la anacrónica producción de soul blanco de Los Ángeles de Denny Randell, que vierte hilos almibarados sobre varios números, es más difícil de digerir en canciones de amor intermedias mal elegidas que no encajaban Buckley en absoluto”, y calificó el álbum como “más débil que su predecesor”. En su reseña para la caja recopilatoria The Dream Belongs to Me: Rare and Unreleased 1968–1973, NME declaró que el álbum “está ampliamente aceptado como el esfuerzo más sobreproducido y decepcionante de Buckley”.
Por otro lado, Gary Steel de Witch Doctor NZ le dio una reseña positiva al álbum, añadiendo: “Su mayor crimen es la variedad de estilos que ofrece, que parece haber ofendido la sensibilidad de los pocos que se aferraban a la idea de que Buckley debería haberse mantenido fiel a la visión que condujo a proyectos valientes pero comercialmente imprudentes como Starsailor... proyectos que vieron su base de admiradores derretirse y su carrera en el contenedor de basura”.

## Lista de canciones
Todas las canciones escritas y compuestas por Tim Buckley y Larry Beckett, excepto donde esta anotado. 
| Lado uno |                  |                          |          |  |
| N.º      | Título           | Escritor(es)             | Duración |  |
| 1.       | «Dolphins»       | Fred Neil                | 3:12     |  |
| 2.       | «Honey Man»      |                          | 4:12     |  |
| 3.       | «Because of You» |                          | 4:29     |  |
| 4.       | «Peanut Man»     | Fred Freeman Harry Nehls | 2:54     |  |
| 5.       | «Martha»         | Tom Waits                | 3:20     |  |

| Lado dos |                                            |                              |          |  |
| N.º      | Título                                     | Escritor(es)                 | Duración |  |
| 1.       | «Quicksand»                                | Buckley                      | 3:25     |  |
| 2.       | «I Know I'd Recognize Your Face»           | Letty Jo Baron Denny Randell | 4:02     |  |
| 3.       | «Stone in Love»                            | Buckley                      | 3:31     |  |
| 4.       | «Sefronia: After Asklepiades, After Kafka» |                              | 3:11     |  |
| 5.       | «Sefronia: The King's Chain»               |                              | 2:31     |  |
| 6.       | «Sally, Go 'Round the Roses»               | Lona Stevens Zell Sanders    | 3:44     |  |

## Posicionamiento
| Gráfica (1973)                                        | Pico de posición |
| ----------------------------------------------------- | ---------------- |
| Estados Unidos (Billboard Bubbling Under the Top LPs) | 201              |
| Estados Unidos (Record World Album Chart)             | 122              |